# Mri (specie aliena)
Gli mri sono una specie aliena immaginaria descritta nella trilogia I mondi del sole morente di C.J. Cherryh, ambientata nell'universo della Lega e della Confederazione. La loro cultura appare ispirata a quella degli apache, degli arabi, e dei samurai. Il nome "mri" significa "gli uomini", e tutte le altre razze sono chiamate "tsi-mri": letteralmente, "non-uomini".

## Aspetto fisico
Gli mri sono umanoidi alti e slanciati, dalla pelle color giallo dorato e dai capelli spessi e ruvidi, bruno chiaro, generalmente tenuti lunghi fino alla spalla. Anche gli occhi sono gialli, dotati di epicanto e di membrana nittitante che li protegge da polvere e sabbia. Le orecchie sono appuntite, con un ciuffo di peli all'estremità superiore, somigliante a quello di cui sono dotate le linci.

## Struttura sociale
Gli mri sono divisi in tre caste: kel, sen e kath. Le caste sono funzionali, non ereditarie, e ciascuna ha un ruolo chiaramente definito nella società mri, e qualunque cambiamento nelle loro funzioni tradizionali è considerato totalmente inaccettabile.
I kel sono guerrieri, e si vestono di nero. Poiché essi interagiscono con gli estranei, si velano il viso per proteggere il riserbo della loro specie. Anche per questo è loro proibito saper leggere e scrivere, per evitare che rivelino involontariamente gli antichi segreti del loro popolo. Sono maestri nell'uso delle tradizionali armi da taglio mri, ma anche delle armi moderne che usano nell'attività di mercenari. Essi eseguono lo shon'ai, il tradizionale gioco mri che consiste nello scambiarsi oggetti lanciandoli da un giocatore all'altro, con coltelli.
I sen sono studiosi, e si vestono con abiti color giallo oro, ad eccezione della she'pan, la matriarca della tribù, che si veste di bianco. I sen conservano i testi sacri e praticano la castità. Poiché non hanno contatti con estranei, non si velano il viso. Giocano allo shon'ai con bacchette.
I kath comprendono i bambini, e le donne che non entrano a far parte dei kel o dei sen, e si vestono di blu. I maschi dopo la pubertà non possono restare tra i kath, e quelli che si mostrano inadatti ad entrare sia nei kel sia nei sen muoiono. I kath sono la casta inferiore, e a loro spetta la manutenzione delle abitazioni e la preparazione del cibo. I kath giocano allo shon'ai con pietre smussate.
Ciascuna tribù mri vive in grande edificio chiamato edun, di forma trapezoidale, con quattro torri. A ciascuna delle tre caste è riservata una torre; la quarta è l'abitazione della she'pan.

## Lingua
La lingua mri sembra essere agglutinante, con ciascun elemento dotato di una sola funzione. Gli apostrofi che caratterizzano le parole mri sembrano rappresentare un'occlusiva glottidale sorda quando separano due vocali, ad esempio in kel'e'en, "donna kel". Ma in altre parole sembra che indichino soltanto i confini tra morfemi. In alcune parole la funzione dell'apostrofo non è chiara, e potrebbe essere puramente decorativa, per far apparire le parole più aliene.
Un lettore attento può comporre un vocabolario di nomi abbastanza ricco, e anche congetturare ulteriori termini. Tuttavia vi sono poche tracce di verbi o struttura grammaticale, e quindi le parole citate nei romanzi non possono essere prese come base di una lingua utilizzabile, a differenza, ad esempio, delle lingue elfiche della Terra di Mezzo di J.R.R.Tolkien.

## Storia
Gli mri sono originari dell'antico pianeta Kutath, che condividevano con altre quattro razze. A causa della scarsità di risorse, una parte degli mri lasciò Kutath alla ricerca di altri mondi. Essi si misero al servizio di altre razze come soldati mercenari, ma ogni volta il rapporto finì male, con gli mri che si lasciavano dietro un pianeta in rovina per cercare un nuovo inizio. Durante ogni migrazione da un mondo all'altro le vicende trascorse venivano dimenticate dai kel e dai kath. Solo i sen ne conservavano una registrazione scritta. Ne restava traccia nello shon'jir, il canto del passaggio eseguito in occasione delle nascite e delle morti, anche se i kel pensavano che si riferisse solo al singolo individuo.
Dopo oltre ottanta migrazioni gli mri si stabilirono su Kesrith, un pianeta desertico simile a quello originario. Qui trovarono i dus, animali dall'aspetto ursino capaci di percepire e ritrasmettere le emozioni telepaticamente, dotati di intelligenza, ma non di memoria e lingua. I dus stabilivano legami con i guerrieri kel, ma non con i sen (si diceva che trovassero le menti di questi ultimi troppo fredde). Gli mri entrarono poi in contatto con i regul, una specie di mercanti originari di Nurag, pianeta della stella Mab. Diversi clan ("doch") regul assoldarono i guerrieri mri, consentendogli così di affinare le loro capacità di combattenti.
La situazione cambiò quando i regul incontrarono gli umani e la guerra scoppiò tra loro. I regul impiegarono gli mri contro gli umani, e atrocità furono commesse da entrambi i lati, in parte a causa dell'incapacità dei regul di immaginare il futuro. In quarant'anni di guerre, gli mri furono quasi completamente sterminati. I regul conclusero la pace con gli umani e cedettero loro Kesrith, e tradirono gli mri per impedire che passassero dall'altra parte. Tutti gli mri furono uccisi, tranne due.
Dopo che il protagonista umano, Sten Duncan, fu accolto dai due mri superstiti, il comando umano decise di tentare un esperimento. Utilizzando i dati contenuti in un'antica reliquia, fornirono ai due mri e a Duncan un'astronave con cui potessero tornare al loro mondo originario. Durante il lungo viaggio Duncan fu costretto ad imparare i costumi degli mri e a divenire uno di loro, pena la morte in caso di insuccesso.
Alla fine i tre raggiunsero Kutath e presero il comando di una delle tribù mri rimaste sul pianeta. Ma umani e regul li avevano seguiti, e i regul tentarono nuovamente di sterminare gli mri, per assicurarsi che non fossero assoldati dagli umani. Ma questo progetto fu sventato, e gli umani riuscirono a stabilire un accordo con gli mri, quando una studiosa umana imparò il gioco dello shon'ai.